# Dełowa machała
Dełowa machała (bułg. Делова махала) – wieś w Bułgarii, w obwodzie Wielkie Tyrnowo, w gminie Złatarica. W 2024 roku liczyła 1 mieszkańca.